# Кудряшов Дмитро Олександрович
Дмитро Олександрович Кудряшов (нар.. 26 жовтня 1985, Волгодонськ, Ростовська область, Російська РФСР, СРСР) — російський боксер-професіонал, який виступає в першій важкій ваговій категорії. Майстер спорту з боксу та рукопашного бою серед любителів. Серед професіоналів чемпіон за версіями WBC Silver (2016—2018), WBA International (2014—2016) та чемпіон СНД і слов'янських країн за версією WBC CISBB (2012—2015) в першій важкій вазі.

## Біографія
Дмитро Кудряшов народився 26 жовтня 1985 року в місті Волгодонськ, Ростовська область. Навчався в загальноосвітній школі № 22, де з восьмирічного віку перебував у секції карате, потім у 13-річному віці перейшов до спортклубу «Олімп-2» і під керівництвом тренера Миколи Тимофєєва став активно займатися боксом.

## Любительська кар'єра
Згодом швидко прогресував, неодноразово ставав переможцем на міських та обласних змаганнях. Протягом чотирьох років боксував у Ростові, виступав за клуб «Трудові резерви», потім в 2008 році був призваний до лав армію, службу проходив у місті Калач-на-Дону в 22 ОБрОН ВВ «Кобра». У січні 2011 року здобув перемогу на VII всеросійському турнірі класу «А» з боксу «Кубок Спартака», за що був удостоєний звання майстер спорту. Лише на аматорському рівні провів близько 150 боїв, з них зазнав поразки лише в 12-ти.

## Професійна кар'єра
Влітку того ж року Кудряшов вирішив спробувати себе в професійному боксі, 30 липня в станиці Кущевська відбувся його дебютний бій проти українця Олександра Охрея, якого він переміг нокаутом у третьому раунді. Здобувши ще чотири беззаперечні перемоги, в жовтні 2012 року в матчі з узбеком Ісроїлом Курбановим виграв вакантний пояс чемпіона СНД і слов'янських країн за версією WBC. У жовтні 2013 року нокаутував відомого барбадоського боксера Шона Кокса.
У жовтні 2014 року Кудряшов уклав промоутерський контракт з російською компанією «Світ боксу».

#### Бій з Хуаном Карлосом Гомесом
28 листопада 2014 року нокаутував у 1-му раунді екс-чемпіона світу в першій важкій вазі кубинця Хуана Карлоса Гомеса і завоював титул WBA International.

#### Бій з Франсиско Паласіосом
10 квітня 2015 року нокаутував у 1-му раунді колишнього претендента на титул чемпіона світу в першій важкій вазі пуерторіканця Франсиско Паласіоса.

#### Бій з Оланреваджу Дуродолою
4 листопада 2015 року зустрівся з нігерійцем Оланреваджу Дуродолою в бою за вакантний титул WBC Silver у першій важкій вазі. До бою Кудряшов вважався явним фаворитом у букмекерів. Дуродола активно почав бій, працював серіями, викидаючи велику кількість ударів. У першому раунді Кудряшов потряс суперника лівим хуком, але той залишився на ногах. Росіянин мінімально (10-9) виграв перший раунд. У другому раунді Дуродола без зупинки атакував, зумівши затиснути росіянина біля канатів. Зрештою рефері зупинив бій на користь нігерійця, оскільки Кудряшов був вражений і майже не відповідав на атаки суперника

### 2016
21 травня 2016 року зустрівся з 38-ми річним бразильцем Жуліо Сезар дус Сантусом. Кудряшов домінував у бою. У другому раунді бразилець побував у нокдауні після удару по корпусу. У четвертому раунді Кудряшов аперкотом знову відправив суперника на настил рингу. Сантус встав до закінчення відліку, але його кутовий зняв його з продовження бою
3 грудня 2016 року в бою за титул WBC Silver в першій важкій вазі нокаутував у 1-му раунді колишнього претендента на титул чемпіона світу колумбійця Сантандера Сільгадо. Після короткого розміну джебами Кудряшов відправив суперника в нокдаун. Колумбієць піднявся, але через кілька секунд був нокаутований важким лівим боковим.

### Реванш з Оланреваджу Дуродолой
3 червня 2017 року повторно зустрівся з Оланреваджу Дуродолойю. До другого бою росіянин знову підійшов у статусі фаворита. Перші два раунди були майже рівними, пройшовши з перемінним успіхом, вдалі епізоди були у обох боксерів. У третьому раунді Дуродола провів кілька точних правих кросів через руку росіянина, але наприкінці раунду Кудряшов потряс суперника потужним лівим боковим, вибивши його капу з рота. Кудряшов спробував добити суперника, але раунд закінчився. У другій половині четвертого раунду нігерієць опинився в нокдауні після пропущених ударів. Росіянин знову спробував добити суперника, але той витримав натиск і перейшов у контрнаступ. У п'ятому раунді Кудряшов знову відправив суперника в нокдаун. Той встав, але знову почав пропускати, і рефері зупинив поєдинок.

### Участь у турнірі WBSS
У 2017 році Дмитро Кудряшов взяв участь у Всесвітній боксерській серії супер. 8 липня в Монако був визначений суперник Дмитра для першого (чвертьфінального) бою в турнірі. Ним став непереможений кубинський нокаутер, володар титулу регулярного чемпіона світу за версією WBA, Юнієр Дортікос.
Бій відбувся 23 вересня в Техасі, США. У першому раунді Дортікос діяв з дистанції, Кудряшов позначив намір працювати по корпусу суперника. Кілька силових випадів з обох сторін не були успішними. З початком другого раунду Дортікос почав активно атакувати Кудряшова двійками, зумівши притиснути його до канатів. Дмитро намагався контратакувати, але з малим успіхом. Потім дія знову перемістилося на центр рингу, і Дортікос продовжив атаки, на які слідували повільні і передбачувані відповіді Кудряшова. Незабаром кубинець завдав точний правий боковий, на який Дмитро спробував відповісти лівим хуком, але промахнувся. Дортікос швидко скористався помилкою суперника і завдав точний правий прямий, після якого Кудряшов впав на настил. Він виглядав приголомшеним і не зміг нормально встати до закінчення відліку. Рефері зафіксував технічний нокаут на користь кубинця.

### Бій з Ілунгою Макабу
16 червня 2019 року в бою за вакантний титул WBC Sliver зустрівся з відомим конголезьким панчером Ілунгою Макабу, колишнім претендентом на титул чемпіона світу. Бій проходив під контролем більш технічного і швидкого африканця, хоча Кудряшов періодично доносив до мети небезпечні удари і потрясав суперника. Місцями поєдинок брав характер відвертого розміну ударами. Наприкінці другого раунду обидва точно потрапили зліва, після чого Кудряшов опинився в нокдауні, а Макабу насилу втримався на ногах. Одночасно з гонгом Дмитро пропустив аналогічний удар і від падіння його врятували канати. У третьому і четвертому раунді Кудряшов пропустив велику кількість ударів, і його обличчя сильно кровоточило. У п'ятому раунді після серії сухих ударів Макабу рефері зупинив бій, присудивши конголезцу перемогу технічним нокаутом.

### Бій з Вацлавом Пейсаром
21 грудня 2019 року в Красноярську відбувся бій між Дмитром Кудряшовым та чеським джорніменом Вацлавом Пейсаром (14-8, 12 KO). Ініціативою в бою майже одразу заволодів чех, який зайняв центр рингу, тоді як Кудряшов відступив до канатів, зосередившись на захисті і нанесенні одиночних ударів. Кудряшов виглядав важким на ногах і поступається в швидкості противнику, а його захист був малоефективним. Пейсар викидав значно більше ударів і регулярно пробивав точні праві через руку і аперкоти. У 4-му раунді росіянин зустрічним ударом праворуч відправив суперника у нокдаун, але розвинути успіх не зумів. У наступних раундах Пейсар діяв обережніше, але як і раніше зберігав ініціативу. Бій вперше в кар'єрі Кудряшова пройшов всю дистанцію і завершився спірною перемогою росіянина роздільним рішенням суддів з рахунком 95-94, 92-97, 97-92.
Суддівство викликало різку критику в ЗМІ та боксерському співтоваристві Росії. Кудряшов визнав, що не виграв цей бій і заявив про намір провести реванш. Згодом судді, що віддали перемогу Кудряшову, були дискваліфіковані на півтора року за незадовільну роботу. Однак, результат бою не було анульовано і він залишається в професійному рекорд обох бійців на BoxRec.

## Особисте життя
Дмитро Кудряшов виходить на ринг під пісню «Кувалда», яку спеціально для нього записав репер Dima Stereo. Крім занять боксом працює провідним спеціалістом служби безпеки Ростовської атомної електростанції. Одружений, є дочка і син. Крім боксу захоплюється історією.